# 陳玉輝
陈玉辉（1574年3月12日—？），字达卿，号荆碧（荆璧），福建省惠安县辋川镇后坑村人 。

## 生平
万历二十八年（1600年）中舉人，二十九年（1601年）中辛丑科进士，兵部觀政，授江西吉水县令，三十七年升兵部车驾司主事，三十八年考选，四十年擢授南京河南道监察御史，四十一年巡视印馬屯田，四十四年巡视上江。天啓元年养病。
万历四十三年（1615年）起，陈玉辉父亲陳霖去世，在家丁忧八年。

## 著作
陈玉辉有《四书说》、《存耕录》、《御倭稿》、《备边稿》、《六曹经制》、《留台奏议》、《积庆家乘》、《屯田奏疏》2卷、《文江政纪》2卷和《适适斋鉴须集》12卷(列入《四库总目》)等著作留世。

## 家族
曾祖陳顯。祖父陳至鳳。父陳霖。
子陳龍巖，康熙辛酉，江宁知府，有能聲。